# 피아노 소나타 1번 (모차르트)
볼프강 아마데우스 모차르트의 피아노 소나타 1번 다장조, K. 279 / 189d는 세 악장의 피아노 소나타이다. 첫 악장 첫 부분을 제외하고는 모차르트가 1774년 말부터 1775년 3월 초까지 뮌헨을 방문하는 동안 작곡되었다.
소나타는 3악장으로 구성되어 있다.
I. 알레그로: Allegro의 첫 번째 악장은 소나타 형식으로 구성되어 있다. 왼손은 알베르티 베이스, 오른손은 멜로디를 연주한다. 오프닝 섹션은 아포지아투라를 사용한다. 두 번째 주제는 빠른 음계에 초점을 맞춘다.
II. 안단테: Andante는 표현적인 음영으로 가득 차 있으며, 이는 모차르트의 화성적 자유의 결과이다. 이 악장은 F장조를 기반으로 하며 소나타 형식으로 구성되어 있다.
III. 알레그로: 알레그로는 C장조를 기반으로 한다. 이것은 왼손을 위한 비정상적으로 활성화된 부분, 또 다른 확장된 개발 섹션 및 놀라운 끝마침을 특징으로 한다. 두 개의 확고한 화음으로 마무리한다.